# Keskijärvi (sjö i Finland, Norra Karelen)
Keskijärvi är en sjö i Finland. Den ligger i kommunen Joensuu i landskapet Norra Karelen, i den sydöstra delen av landet, 400 km nordost om huvudstaden Helsingfors. Keskijärvi ligger 117,3 meter över havet. I omgivningarna runt Keskijärvi växer i huvudsak blandskog. Den är 14,2 meter djup. Arean är 2,12 kvadratkilometer och strandlinjen är 9,15 kilometer lång. Sjön  ingår i Jänisjokis huvudavrinningsområde. 